# ジッシ
ジッシ（イタリア語: Gissi）は、イタリア共和国アブルッツォ州キエーティ県にある、人口約2,700人の基礎自治体（コムーネ）。

## 地理

### 位置・広がり

#### 隣接コムーネ
隣接するコムーネは以下の通り。
- アテッサ
- カルピネート・シネッロ
- カザラングイダ
- フルチ
- モンテオドリージオ
- サン・ブオーノ
- シェルニ

## 行政

### 分離集落
ジッシには、以下の分離集落（フラツィオーネ）がある。
- Località Rosario, Peschiola, Pianospedale, Pianquerceto, Tratturo